# Hrabstwo La Salle (Teksas)

Piramida wieku hrabstwa

Hrabstwo La Salle – hrabstwo w USA, w południowym Teksasie. Hrabstwo przecina gęsta sieć rzeczna, w tym rzeki Nueces i Frio. Utworzone w 1858 r. Według spisu w 2020 roku liczyło 6664 mieszkańców (77,5% mieszkańców to Latynosi, podczas gdy kobiety stanowiły tylko 40% mieszkańców). Siedzibą hrabstwa jest miasteczko Cotulla. Inne miejscowości, to: Encinal, Fowlerton i Millett.
W skład działalności gospodarczej wchodzą wydobycie ropy naftowej (8. miejsce w stanie), gazu ziemnego (12. miejsce), handel, akwakultura, hodowla koni i uprawa oliwek. 77% areału gospodarstw zajmują pastwiska, 19% obszary leśne i 2% to uprawy.
Pod względem religijnym trzy czwarte (75,5%) mieszkańców wyznaje katolicyzm. Pozostali to głównie bezwyznaniowi, baptyści (7,4%) i inni protestanci.

## Sąsiednie hrabstwa
- Hrabstwo Frio (północ)
- Hrabstwo Atascosa (północny wschód)
- Hrabstwo McMullen (wschód)
- Hrabstwo Webb (południe)
- Hrabstwo Dimmit (zachód)
- Hrabstwo Zavala (północny zachód)